# Fernando Arce
Fernando Enrique Arce Ruiz (* 24. April 1980 in Tijuana) ist ein mexikanischer Fußballspieler.

## Karriere

### Verein
Fernando Arce begann seine Karriere im Jahr 2000 beim mexikanischen Erstligisten CD Irapuato. Dort sammelte er seine ersten Erfahrungen im Profifußball, konnte sich jedoch noch nicht entscheidend für einen Stammplatz empfehlen. Zwei Jahre später unterzeichnete er bei CD Veracruz. In der ersten Halbserie der Meisterschaft absolvierte er 18 Partien für die Tiburones Rojos und erzielte einen Treffer. In der Folgezeit kam er beim Verein regelmäßig zum Einsatz und konnte dabei keine Titelgewinne mit dem Verein erringen. Zur Apertura 2003 wechselte er zum CF Atlante. Dort schaffte er schnell den Sprung in die Stammelf und erzielte in der folgenden Clausura sechs Tore in 20 Partien. Nach einem Jahr verließ der Mittelfeldakteur den Verein erneut und schloss sich Monarcas Morelia an.
In den folgenden dreieinhalb Jahren stieg er endgültig zu einem torgefährlichen Mittelfeldspieler auf und erzielte während der Clausura 2007 sieben Treffer in 18 Partien. Ein Jahr später wechselte er erneut innerhalb der höchsten mexikanischen Spielklasse, der Primera División, und unterschrieb bei Santos Laguna. Arce gewann in der Clausura 2008 sogleich seinen ersten Titel mit seinem neuen Arbeitgeber und steuerte zu diesem Erfolg sechs Tore in 21 Partien bei.
Nach dem Aufstieg des Club Tijuana aus seiner Heimatstadt in die erste Liga wechselte er zu Beginn der Saison 2011/12 zu den Xolos, mit denen er in der Apertura 2012 seinen zweiten Meistertitel gewann.

### Nationalmannschaft
Der Mittelfeldakteur trug im Jahr 1997 erstmals das Trikot einer mexikanischen Auswahl, als er mit der U-17-Auswahl an der U-17-Fußball-Weltmeisterschaft teilnahm. In der Gruppenphase mit den Gegnern Spanien, Neuseeland und Mali erspielte er sich mit Mexiko einen Sieg und verlor zwei Partien. Arce lief dabei in allen drei Spielen von Beginn an aufs Feld und erzielte im letzten Gruppenspiel bei der 2:3-Niederlage gegen Spanien seinen einzigen Turniertreffer. Dies hatte das Ausscheiden in der Gruppenphase zur Folge. Nachdem er bei seinen Vereinsstationen CD Veracruz und CF Atlante überzeugen konnte, wurde er erstmals zum freundschaftlichen Länderspiel am 4. Februar 2003 gegen Argentinien in die Nationalelf berufen. Nach 68 Minuten wurde er für Braulio Luna eingewechselt und debütierte somit für die mexikanische Nationalelf. Auch bei seinen vier weiteren Einsätzen im selben Jahr lief er stets als Einwechselspieler aufs Feld.
In den folgenden Jahren erhielt er erneut mehrere Aufgebote für die Nationalmannschaft, doch erst im Verlauf des Kalenderjahres 2007 schaffte er den Sprung zum Stammspieler und etablierte sich endgültig als wichtiger Bestandteil der Auswahl. Arce bestritt mit dem CONCACAF Gold Cup 2007 sein erstes internationales Turnier. Während er die Auftaktpartie gegen Kuba noch durchspielte, kam er in den Viertel- und Halbfinals jeweils nur zu Kurzeinsätzen. Im Finalspiel gegen die Vereinigten Staaten, das mit einem 2:1-Erfolg zugunsten der US-Amerikaner endete, wurde er nicht eingesetzt. Kurz darauf nahm er mit der Nationalmannschaft auch am Turnier der Copa América 2007 teil, die in Venezuela stattfand. Das erste Gruppenspiel gegen Brasilien wurde überraschend mit 2:0 gewonnen, mit sieben Punkten aus der Gruppenphase qualifizierte sich Mexiko für die nächste Runde. Auch in diesen Partien lief der Mittelfeldakteur aufs Feld und stieß mit der Mannschaft bis in die Halbfinals vor, in denen sie den Argentiniern mit 0:3 unterlagen. Das Spiel um Platz 3 wurde mit 3:1 gegen Uruguay gewonnen, Arce blieb in jener Partie jedoch 90 Minuten auf der Ersatzbank.
Im Folgejahr fiel er besonders in den Qualifikationsspielen zum CONCACAF Gold Cup 2009 auf, als er am 6. September 2008 beim 3:0-Sieg gegen Jamaika den Führungstreffer für Mexiko erzielte und beim 7:0-Sieg über Belize zwei Torerfolge verbuchen konnte. Im Kalenderjahr 2009 erhielt er fünf Berufungen ins Nationalteam und absolvierte dabei drei Partien. Seinen einzigen Einsatz in voller Länge bestritt er am 28. März 2009 beim 2:0-Erfolg gegen Costa Rica, gegen Bolivien und El Salvador absolvierte er jeweils eine Halbzeit.